# Konstytucja ZSRR z 1936
Konstytucja ZSRR z 1936 roku zwana również konstytucją stalinowską lub konstytucją zwycięskiego socjalizmu – ustawa zasadnicza ZSRR uchwalona 5 grudnia 1936 roku, obowiązująca do roku 1977.

## Historia powstania
Jesienią 1935 roku Centralny Komitet Wykonawczy ZSRR (CIK ZSRR), wykonując uchwałę VII Wszechzwiązkowego Zjazdu Rad z lutego 1935, podjętą w konsekwencji uchwały plenum KC WKP(b) z lutego 1935, powołał 31-osobową Komisję Konstytucyjną pod przewodnictwem Józefa Stalina, celem opracowania tekstu ustawy zasadniczej, mającej zastąpić dotychczas obowiązującą ustawę z 1924, nieodpowiadającą wymogom ustroju stalinowskiego. Komisja składała się z dwunastu podkomisji, w których skład wchodzili przedstawiciele warstw społecznych ZSRR (chłopi, robotnicy, wojskowi, działacze partyjni i związkowi z republik członkowskich). 12 czerwca 1936 roku opublikowano projekt konstytucji, który przez kolejnych sześć miesięcy był dyskutowany na wszystkich szczeblach społecznych, od wieców robotniczych i chłopskich począwszy a na lokalnych zjazdach rad skończywszy (w sumie odbyło się ich 620 000). Tekst proponowanej konstytucji wydrukowano w blisko 100 językach narodów ZSRR w nakładzie ponad 70 mln egzemplarzy. W „ogólnonarodowej dyskusji” uczestniczyła ponad połowa (55%) dorosłej ludności ZSRR, a komisja otrzymała ponad 150 000 propozycji uzupełnień i poprawek do projektu ustawy. Konsultacje te miały charakter czysto formalny, mający w założeniu nadać aktowi pozory dokumentu przyjętego na drodze szerokiej dyskusji społecznej w duchu zasad socjalizmu. Chociaż sam Stalin rzeczywiście brał udział w pracach nad tekstem konstytucji, jej faktycznym autorem był Nikołaj Bucharin. 25 listopada 1936 VIII Nadzwyczajny Zjazd Rad ZSRR rozpoczął obrady nad nową konstytucją. Składająca się z 220 członków Komisja Redakcyjna przyjęła 47 poprawek do 30 artykułów. Nowa konstytucja została uchwalona 5 grudnia 1936 poprzez aklamację. Jednocześnie dzień uchwalenia nowej konstytucji proklamowano świętem państwowym. 
W 1964 po objęciu władzy przez Breżniewa „dostrzeżono potrzebę” stworzenia nowej konstytucji, uchwalonej ostatecznie w 1977 roku (Konstytucja ZSRR z 1977).

## Treść

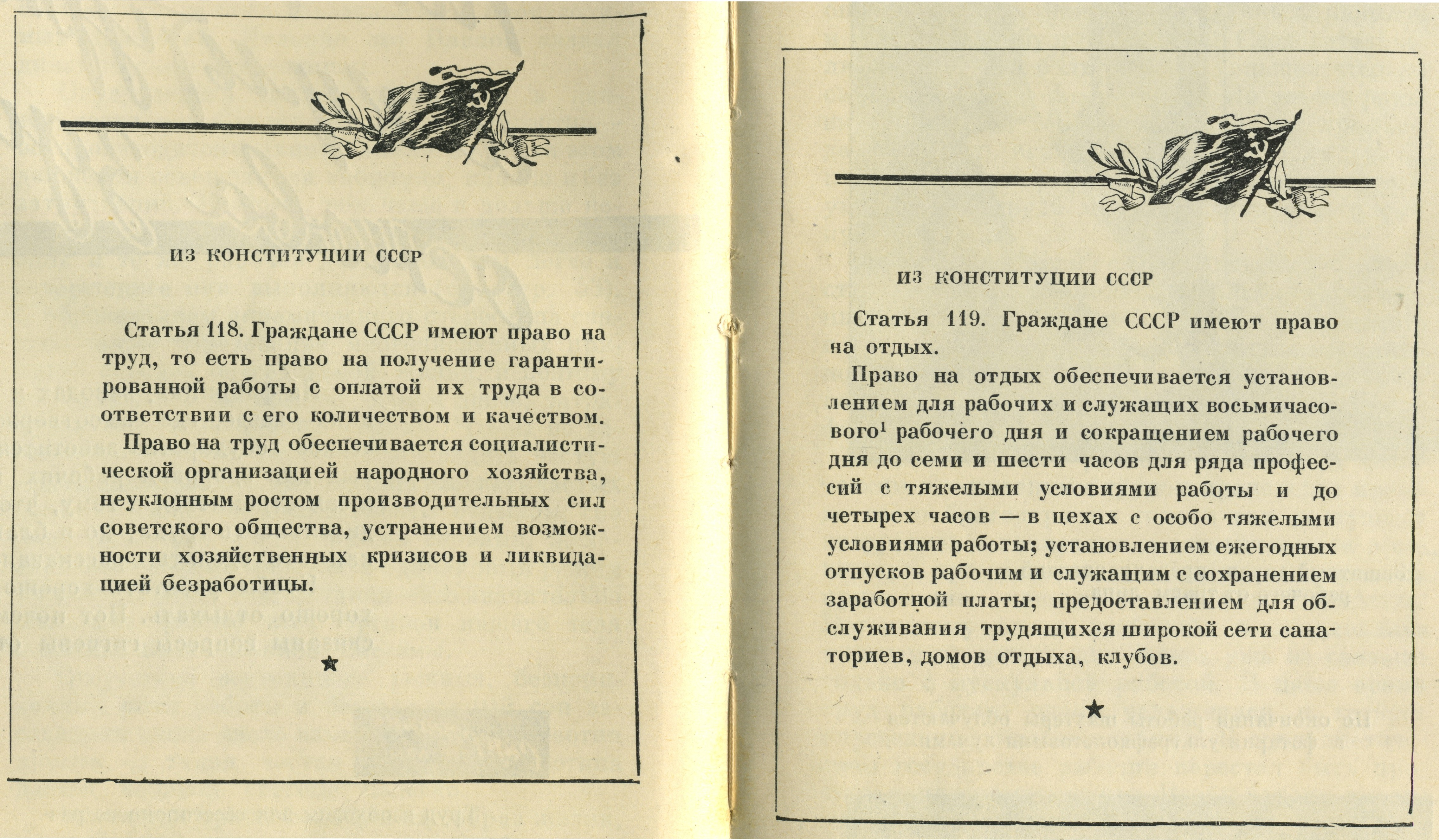
Art. 118 i 119 z tekstu konstytucji ZSRR z 1936 roku

Konstytucja liczyła 146 artykułów podzielonych na 13 rozdziałów. Określały one ustrój społeczny i państwowy ZSRR (I–II), powoływały i określały kompetencje organów: wyższych władz państwowych (III–VII), lokalnych (VIII), sądów i prokuratur (IX), określały podstawowe prawa i obowiązki obywateli ZSRR (X), system wyborczy (XI), herb, flagę i stolicę ZSRR (XII) oraz tryb zmiany konstytucji (XIII). 
Preambuła konstytucji głosiła, że socjalizm w ZSRR zwyciężył i jego budowa w tym kraju w głównych miarach jest zakończona. 
Konstytucja określała ZSRR jako dobrowolną federację jedenastu socjalistycznych republik, w której istnieją dwie sojusznicze klasy: chłopi i robotnicy. Określała dwie formy własności socjalistycznej: państwową i kołchozowo-kolektywną. 
Wszelkie dobra narodowe, za które uznawała surowce naturalne, lasy i ziemię uprawną, fabryki, banki, zakłady przemysłowe, środki transportu i łączności itp., czyniła własnością ludu. Partię komunistyczną uznawała za „ośrodek kierowniczy” wszelkich organizacji społecznych i państwowych (konstytucja ZSRR z 1924 roku o partii nie wspominała ani słowem). Konstytucja powołała do życia instytucję Rady Najwyższej ZSRR, której powierzyła pełnię władzy ustawodawczej w kraju, a w przerwach pomiędzy sesjami Rady – jej prezydium. Władzę wykonawczą powierzała Radzie Komisarzy Ludowych (od 1946 funkcjonującej jako Rada Ministrów ZSRR), tj. rządowi podległemu Radzie Najwyższej. 
Gwarantowała wszystkim obywatelom ZSRR równe prawo do: głosowania w wyborach tajnych i powszechnych, pracy i odpoczynku, zabezpieczenia materialnego na starość, bezpłatnej nauki i leczenia, swobody wypowiedzi i zgromadzeń, nietykalności osobistej, tajności i nienaruszalności korespondencji, ochrony własności prywatnej i prawa do jej dziedziczenia.

## Nowelizacje
W późniejszych latach konstytucję kilkakrotnie nowelizowano (łącznie 42 razy w latach 1938-1976). Do najważniejszych takich zmian należały:
1. zmiana liczby republik członkowskich ZSRR;
2. przyznanie w 1944 republikom związkowym prawa do nawiązywania stosunków dyplomatycznych i konsularnych z innymi państwami, zawierania z nimi umów oraz wymiany przedstawicieli dyplomatycznych i konsularnych, przystępowania do organizacji międzynarodowych (zmiany czysto formalne, mające w zamierzeniu stworzyć pozory suwerenności na arenie międzynarodowej podmiotom ZSRR oraz zwiększyć liczbę głosów ZSRR w projektowanej ONZ);
3. formalna nowelizacja z 1952 szeregu artykułów, związana ze zmianą nazwy partii WKP(b) na KPZR;
4. w 1957 zmieniono w konstytucji nazwę „Rada Komisarzy Ludowych” i komisariatów ludowych na „Rada Ministrów ZSRR” i ministerstwa w związku ze zmianą nazw tych instytucji w 1946 roku;
5. przyznanie w 1957 republikom ZSRR prawa do powoływania sądów, prokuratur i tworzenia własnych kodeksów karnych;
6. nowelizacja w 1958 w związku ze zmianą systemu obowiązkowego szkolnictwa.

## Znaczenie
Konstytucja wieńczyła etap historii ZSRR polegający na przekształceniu Imperium Rosyjskiego w kraj uprzemysłowiony, ze społeczeństwem, którego zdecydowaną większość obywateli stanowiło kołchozowe chłopstwo i robotnicy, a jego struktura własnościowa opierała się na monopolu państwa komunistycznego. Dawała formalne podstawy działania partii komunistycznej z jej kierowniczą rolą w państwie oraz tworzyła scentralizowane organy władzy. Była dokumentem fasadowym i deklaratywnym, maskującym liczne łamania praw obywatelskich mieszkańców ZSRR. Była swego rodzaju parawanem, za którym Stalin mógł budować swoją totalitarną dyktaturę, nadając swoim działaniom pozory legalności.     
W ciągu kolejnych trzech lat 17 z 31 twórców konstytucji – członków Komisji Konstytucyjnej – zostało poddanych stalinowskim represjom, w wyniku których wielu z nich straciło życie (m.in. Bucharin, Bubnow, Krylenko, Radek).

## Galeria
„15 lat Stalinowskiej Konstytucji” – seria znaczków pocztowych ZSRR z 1951

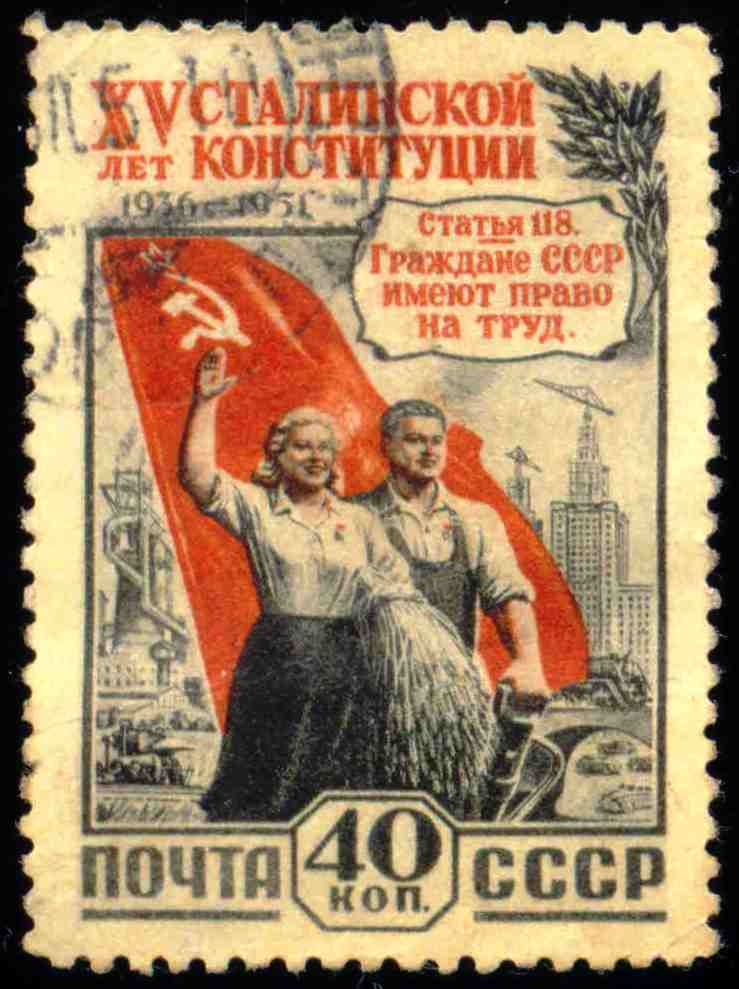
Art. 118. Obywatele ZSRR mają prawo do pracy
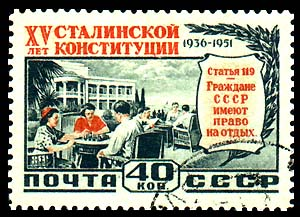
Art. 119. Obywatele ZSRR mają prawo do odpoczynku
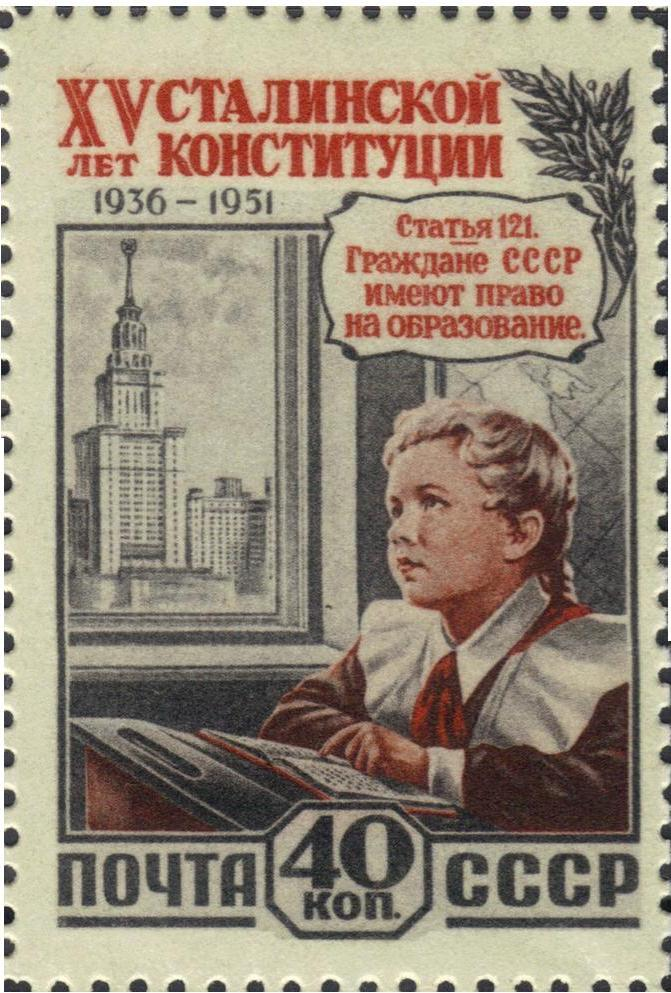
Art. 121. Obywatele ZSRR mają prawo do kształcenia się
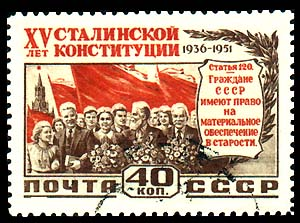
Art. 120. Obywatele ZSRR mają prawo do zabezpieczenia materialnego na starość